# ワイオミング州の郡一覧

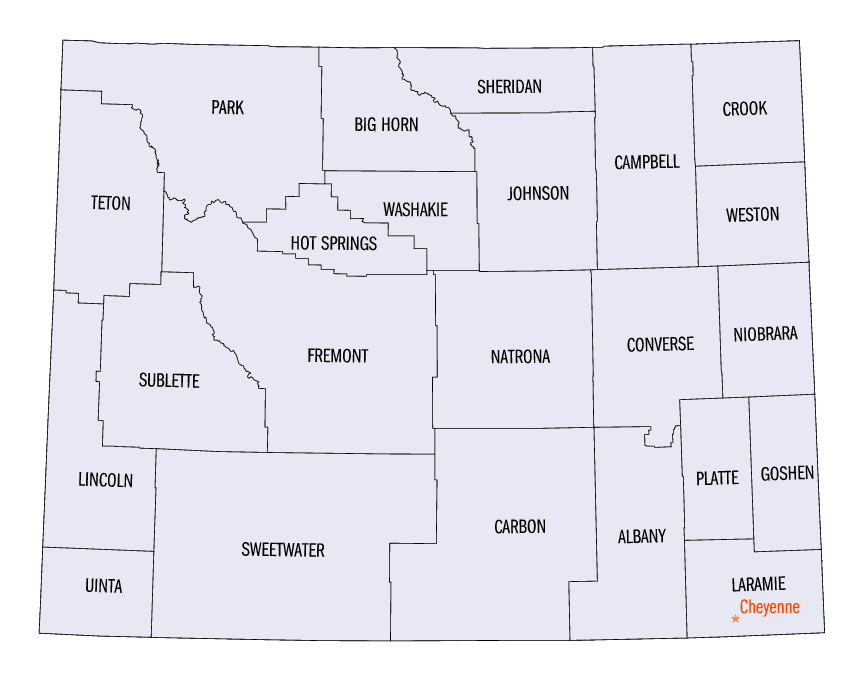
ワイオミング州の郡

ワイオミング州の郡一覧は、アメリカ合衆国ワイオミング州内の郡の一覧である。ワイオミング州内には23の郡がある。
当初、ワイオミング準州には1867年に組織されたララミー郡とカーター郡、1868年に組織されたカーボン郡とオールバニ郡、そして1869年に組織されモンタナからワイオミング・ユタ・アイダホまでを管轄していたウインタ郡の5つの郡があった。その後、1890年7月10日にワイオミング州は13の郡を抱えて合衆国に加入した。
現在ある郡のうち、3つは組織後に名称を変更した。カーター郡は1869年12月1日にスウィートウォーター郡へ改称し、ハノーヴァー郡は1911年の組織後わずか7日でワシャキー郡へ改称した。また、1875年に組織されたピース郡は1879年にジョンソン郡へ改称した。
アメリカ合衆国の州や郡には、政府が独自に州や郡を特定するために用いる連邦情報処理標準（FIPS）コードが割り当てられている。このうち、ワイオミング州には56が割り振られており、州内の郡のFIPSコードはいずれも「56」で始まる。各郡のFIPSコードは、その郡の国勢調査データと関連している。

## 一覧
| 郡名                                         | 郡庁所在地                       | 設立年 | 設立された経緯                                      | 人口 （2020年） | 総面積                    | 位置 |
| -------------------------------------------- | -------------------------------- | ------ | --------------------------------------------------- | --------------- | ------------------------- | ---- |
| オールバニ郡 （Albany County）               | ララミー （Laramie）             | 1868年 | 最初の5つの郡の1つ。                                | 37,066人        | 11,160 km2 （4,309 mi2）  |      |
| ビッグホーン郡 （Big Horn County）           | ベースン （Basin）               | 1896年 | シェリダン郡、ジョンソン郡、フレモント郡 から分割。 | 11,521人        | 8,182 km2 （3,159 mi2）   |      |
| キャンベル郡 （Campbell County）             | ジレット （Gillette）            | 1911年 | ウェストン郡とクルック郡から分割。                  | 47,026人        | 12,436 km2 （4,802 mi2）  |      |
| カーボン郡 （Carbon County）                 | ローリンズ （Rawlins）           | 1868年 | 最初の5つの郡の1つ。                                | 14,537人        | 20,627 km2 （7,964 mi2）  |      |
| コンヴァース郡 （Converse County）           | ダグラス （Douglas）             | 1888年 | オールバニ郡とララミー郡から分割。                  | 13,751人        | 11,047 km2 （4,265 mi2）  |      |
| クルック郡 （Crook County）                  | サンダンス （Sundance）          | 1875年 | オールバニ郡とララミー郡から分割。                  | 7,181人         | 7,435 km2 （2,871 mi2）   |      |
| フレモント郡 （Fremont County）              | ランダー （Lander）              | 1884年 | スウィートウォーター郡から分割。                    | 39,234人        | 23,998 km2 （9,266 mi2）  |      |
| ゴシェン郡 （Goshen County）                 | トーリントン （Torrington）      | 1911年 | ララミー郡から分割。                                | 12,498人        | 5,781 km2 （2,232 mi2）   |      |
| ホットスプリングス郡 （Hot Springs County）  | サーモポリス （Thermopolis）     | 1911年 | フレモント郡、ビッグホーン郡、パーク郡 から分割。   | 4,621人         | 5,196 km2 （2,006 mi2）   |      |
| ジョンソン郡 （Johnson County）              | バッファロー （Buffalo）         | 1875年 | カーボン郡とスウィートウォーター郡 から分割。       | 8,447人         | 10,812 km2 （4,175 mi2）  |      |
| ララミー郡 （Laramie County）                | シャイアン （Cheyenne）          | 1867年 | 最初の5つの郡の1つ。                                | 100,512人       | 6,961 km2 （2,688 mi2）   |      |
| リンカーン郡 （Lincoln County）              | ケメラー （Kemmerer）            | 1911年 | ウインタ郡から分割。                                | 19,581人        | 10,590 km2 （4,089 mi2）  |      |
| ナトロナ郡 （Natrona County）                | キャスパー （Casper）            | 1888年 | カーボン郡から分割。                                | 79,955人        | 13,923 km2 （5,376 mi2）  |      |
| ニオブララ郡 （Niobrara County）             | ラスク （Lusk）                  | 1911年 | コンヴァース郡から分割。                            | 2,467人         | 6,806 km2 （2,628 mi2）   |      |
| パーク郡 （Park County）                     | コディ （Cody）                  | 1909年 | ビッグホーン郡から分割。                            | 29,624人        | 18,048 km2 （6,969 mi2）  |      |
| プラット郡 （Platte County）                 | ウィートランド （Wheatland）     | 1911年 | ララミー郡から分割。                                | 8,605人         | 5,467 km2 （2,111 mi2）   |      |
| シェリダン郡 （Sheridan County）             | シェリダン （Sheridan）          | 1888年 | ジョンソン郡から分割。                              | 30,921人        | 6,545 km2 （2,527 mi2）   |      |
| サブレット郡 （Sublette County）             | パインデール （Pinedale）        | 1921年 | フレモント郡とリンカーン郡から分割。                | 8,728人         | 12,783 km2 （4,936 mi2）  |      |
| スウィートウォーター郡 （Sweetwater County） | グリーン・リバー （Green River） | 1867年 | 最初の5つの郡の1つ。                                | 42,272人        | 27,172 km2 （10,491 mi2） |      |
| ティトン郡 （Teton County）                  | ジャクソン （Jackson）           | 1921年 | リンカーン郡から分割。                              | 23,331人        | 10,934 km2 （4,222 mi2）  |      |
| ウインタ郡 （Uinta County）                  | エバンストン （Evanston）        | 1869年 | 最初の5つの郡の1つ。                                | 20,450人        | 5,407 km2 （2,088 mi2）   |      |
| ワシャキー郡 （Washakie County）             | ワーランド （Worland）           | 1911年 | ビッグホーン郡から分割。                            | 7,685人         | 5,809 km2 （2,243 mi2）   |      |
| ウェストン郡 （Weston County）               | ニューキャッスル （Newcastle）   | 1890年 | クルック郡から分割。                                | 6,838人         | 6,216 km2 （2,400 mi2）   |      |